# José Godoy Alcántara
José Godoy Alcántara (Archidona, 1825- 5 de gener de 1875) va ser un historiador espanyol.

## Biografia
El gener de 1870 va prendre possessió del seu càrrec com a membre de nombre de la Reial Acadèmia de la Història, amb un discurs contestat per Antonio Cánovas del Castillo. En 1872 va ser escollit també membre de la Reial Acadèmia Espanyola, tot i que no en va prendre possessió. Va escriure articles a publicacions com el Seminario Pintoresco Español (1847-1849) o El Museo Español de Antigüedades
Va ser autor d'obres com Orden de Alcántara. Origen, regla y hábito (1864), Historia crítica de los falsos cronicones (1868) o Ensayo histórico etimológico filológico sobre los apellidos castellanos (1871).

## Obres
- Godoy Alcántara, José. Historia crítica de los falsos cronicones.  Madrid: Imprenta y estereotipia de M. Rivadeneyra, 1868.
- Godoy Alcántara, José. Ensayo histórico etimológico filológico sobre los apellidos castellanos.  Madrid: Imprenta y estereotipia de M. Rivadeneyra, 1871.
- Pasamar Alzuria, Gonzalo. «Godoy Alcántara, José». A: Diccionario Akal de Historiadores españoles contemporáneos.  Ediciones Akal, 2002, p. 303-304. ISBN 9788446014898.
- Peiró Martín, Ignacio «La historiografía académica en la España del siglo XIX». Memoria y civilización: anuario de historia, 1, 1998, pàg. 165-196. ISSN: 1139-0107.